# Dominik Marcin Wołłowicz
Dominik Marcin Wołłowicz herbu Bogoria (zm. 1750) – referendarz litewski od 1727 roku, starosta chwejdański. Odznaczony w 1742 roku Orderem Orła Białego i Orderem św. Aleksandra Newskiego.
Był posłem województwa smoleńskiego na sejm 1729 roku i sejm 1730 roku.
Członek konfederacji generalnej Wielkiego Księstwa Litewskiego w 1734 roku.